# Лейцестерия
Лейцестерия (Leycesteria) е род цъфтящи храсти от семейство Бъзови с естествен хабитат Азия, Хималаите и югозападен Китай.
Включва седем вида храсти, един от които – хималайски орлови нокти –  е много популярен градински храст в Англия и Западна Европа.

## Видове
- Leycesteria crocothyrsos
- Leycesteria formosa
- Leycesteria glaucophylla
- Leycesteria gracilis
- Leycesteria sinensis
- Leycesteria stipulata
- Leycesteria thibetica